# Katarína Hládeková
Katarína Hládeková (* 4. března 1984 Košice) je slovenská umělkyně působící v Brně. V roce 2016 byla jednou z pěti finalistů Ceny Jindřicha Chalupeckého.

## Biografie

### Studium
- 2003–2008 získala titul Bc. na Technické univerzitě v Košicích, na Fakultě umění a Katedře výtvarných umění a intermedií v Ateliéru grafiky a experimentální tvorby, kde byl jejím vedoucím Rudolf Sikora.
- 2005 byla na stáži na Akademii Sztuk Pieknych im. Jana Matejki v Krakově, Katedra grafiky, Ateliér fotografie, pracovala pod vedoucí Agatou Pankievicovou.
- 2008–2010 získala titul MgA., na Vysokém učení technickém Brno, na Fakultě výtvarných umění v Ateliéru malířství 3. s vedoucím Petrem Kvíčalou.
- 2012–2014 absolvovala doktorandské studium na Universitě Jana Evangelisty Purkyně v Ústí nad Labem, Fakultě umění a designu pod školitelem doc. Jiřím Kovandou.
- Od roku 2014 studuje doktorandské studium na Vysokém učení technickém Brno, Fakultě výtvarných umění u školitele doc. Mgr. Richarda Fajnora.

### Samostatné výstavy
- 2006 – Katarína Hládeková uvádza, Wave gallery, Prešov, Slovensko
- 2008 – Jahodový háj, IC Culture Train, Košice, Slovensko
- 2010 – CMYK, ve spolupráci s Filipem Smetanou, kurátor: Jan Zálešák, Galerie mladých, Brno, Česko
- 2011 – Nejdřív silné světlo, pak ohromná rána ve spolupráci s Annou Balážovou, Vitrína Deniska, Olomouc, Česko
- 2012 – Second-Best, Galerie Fotograf, Praha, Česko – Vějíř, Galerie Buňka, Ústí nad Labem, Česko – Najlepšie veci sú vždy na hornej poličke, Galéria Petra Michala Bohúňa, Liptovský Mikuláš, Slovensko
- 2013 – Rozdělat oheň, kurátor: Michal Pěchouček, Fait Gallery, Brno, Česko – Tání, ve spolupráci s Ondřejem Homolou, kurátor: Adam Vrbka, Galerie Jiří Putna, Brno, Česko
- 2014 – Long Slow Distance, Make Up Gallery, kurátorka: Zuzana Janečková, Košice, Slovensko
- 2015 – Too much too soon – ve spolupráci s Ondřejem Homolou, kurátor: Jan Zálešák, KabinetT, Zlín, Česko – Obrazy tohoto blogu, kurátorka: Marika Kupková, Galerie Kabinet, Galerie TIC, Brno, Česko

### Skupinové výstavy
- 2007 – Mapovanie – Múzeum Andyho Warhola v Medzilaborciach, Slovensko – Make it Up, Galerie AVU, Praha, Česko – Pop Gaučáky, Galéria FVS UPJŠ, Košice, Slovensko
- 2008 – Medzinárodné maliarske sympózium, Ošcadnica, Slovensko – De-Froma, Galéria Sub-Terén, Michalovce, Slovensko
- 2009 – Současná kresba, Kasárny Kulturpark Košice – Praha – Budapešť
- 2010 – Bienále mladého umění ZVON 2010, Stone Bell House, City Gallery Prague, Česko – Diplomanti FAVU, Fait Gallery, Brno, Česko